# Бунтурис, Тасос
Анастасиос (Тасос) Бунтурис (греч. Αναστάσιος (Τάσος) Μπουντούρης, род. 2 августа 1955, Пирей) — греческий яхтсмен, выступавший в классах «Финн» и «Солинг». Бронзовый призёр летних Олимпийских игр 1980 года, участник летних Олимпийских игр 1976, 1984, 1988, 1992 и 1996 годов. Чемпион мира и Европы.

## Биография
Тасос Бунтурис родился 2 августа 1955 года в греческом городе Пирей.
Выступал в соревнованиях по парусному спорту за «Олимпиакос» из Афин.
В 1975 году завоевал серебряную медаль на Средиземноморских играх в Алжире в классе «Финн».
В 1976 году вошёл в состав сборной Греции на летних Олимпийских играх в Монреале. В классе «Финн» на одноместном швертботе занял 6-е место, набрав 77,0 очка и проиграв 41,6 очка завоевавшему золото Йохену Шюману из ГДР.
В 1980 году вошёл в состав сборной Греции на летних Олимпийских играх в Москве. В классе «Солинг» на трёхместной килевой яхте завоевал бронзовую медаль вместе с Анастасиосом Гаврилисом и Аристидисом Рапанакисом, набрав 31,1 очка и проиграв 7,9 очка завоевавшему золото экипажу из Дании.
В 1984 году вошёл в состав сборной Греции на летних Олимпийских играх в Лос-Анджелесе. В классе «Солинг» на трёхместной килевой яхте занял 6-е место вместе с Димитриосом Делияннисом и Георгиосом Спиридисом, набрав 59,2 очка и проиграв 25,5 очка завоевавшему золото экипажу из США.
В 1988 году вошёл в состав сборной Греции на летних Олимпийских играх в Сеуле. В классе «Солинг» на трёхместной килевой яхте занял 18-е место вместе с Димитриосом Делияннисом, Георгиосом Прекасом и Антониосом Бунтурисом, набрав 133,0 очка и проиграв 121,3 очка завоевавшему золото экипажу из ГДР.
В 1992 году вошёл в состав сборной Греции на летних Олимпийских играх в Барселоне. В классе «Солинг» на трёхместной килевой яхте занял 20-е место вместе с Димитриосом Делияннисом и Михаилом Митакисом.
В 1996 году вошёл в состав сборной Греции на летних Олимпийских играх в Атланте. В классе «Солинг» на двухместной килевой яхте занял 4-е место вместе с Димитриосом Букисом, набрав 32 очка и уступив 4 очка завоевавшему золото экипажу из Бразилии.
Бунтурис — единственный спортсмен из Греции, участвовавший в шести Олимпиадах.

## Семья
Младший брат Антониос Бунтурис (род. 1959) также занимался парусным спортом, в 1988 году выступал вместе с Тасосом на Олимпийских играх в Сеуле.